# المنظمة الإسلامية للأمن الغذائي
المنظمة الإسلامية للأمن الغذائي، هي مؤسسة متخصصة تابعة لمنظمة التعاون الإسلامي. تأسست في العام 2016 ومقرها في مدينة نور سلطان عاصمة كازاخستان.

## أهدافها
تهدف المنظمة لتزويد الدول الأعضاء بالخبرة والمعرفة التقنية فيما يتعلق بالزراعة المستدامة والتنمية الريفية والأمن الغذائي والتكنولوجيا الأحيائية، كما تجري تقييما ورصدا لحالة الأمن الغذائي في تلك الدول بالتنسيق معها لتحديد المساعدات الطارئة والإنسانية اللازمة وتقديمها، وتعمل أيضا على تعبئة الموارد المالية والزراعية وإدارتها لتنمية الزراعة وتعزيز الأمن الغذائي في الدول الأعضاء، وتنسيق ووضع وتنفيذ سياسات زراعية مشتركة.

## تاريخها
في 28-30 يونيو 2011 استضافت أستانا الدورة 38 لمجلس وزراء خارجية منظمة التعاون الإسلامي (OIC CFM) وتولت جمهورية كازاخستان رئاسة منظمة التعاون الإسلامي.
في الجلسة الافتتاحية اقترح رئيس جمهورية كازاخستان نور سلطان نزارباييف  إنشاء منظمة مشتركة للأمن الغذائي داخل منظمة التعاون الإسلامي، ويكون مقرها الرئيسي في كازاخستان كدولة منتجة ومصدرة للأغذية. أيدت الدول الأعضاء في منظمة التعاون الإسلامي بالإجماع اقتراح كازاخستان.
تمت صياغة الاسم ومسودة النظام الأساسي في اجتماع الخبراء الحكوميين لدول منظمة التعاون الإسلامي، الذي عقد في 11-12 يونيو 2013 في أستانا بجمهورية كازاخستان.
في الفترة من 9 إلى 11 ديسمبر 2013، خلال الدورة الأربعين لمجلس وزراء الخارجية المنعقد في كوناكري في غينيا  وقعت 19 دولة عضو في منظمة التعاون الإسلامي على النظام الأساسي للمنظمة الإسلامية للأمن الغذائي (الذي يدخل حيز التنفيذ القانوني الكامل بعد التصديق عليه من خلال 10 توقيعات على الأقل).
في 28 أبريل 2016 عقدت الجلسة الافتتاحية للجمعية العامة للمنظمة الإسلامية للأمن الغذائي بالتزامن مع المؤتمر الوزاري السابع حول الأمن الغذائي والتنمية الزراعية، وخلال الجلسة الافتتاحية للجمعية العامة للمنظمة الإسلامية للأمن الغذائي تم انتخاب الرئيس (المملكة العربية السعودية) والأعضاء (كازاخستان، بوركينا فاسو، النيجر، تركيا، بنغلاديش، السودان) للمجلس التنفيذي للمنظمة الإسلامية للأمن الغذائي، حيث كان المدير العام مرشحًا لحكومة جمهورية كازاخستان.
انعقدت الجمعية العمومية الثانية للمنظمة الإسلامية للأمن الغذائي بمدينة جدة بالمملكة العربية السعودية يومي 27 و 29 أغسطس 2019 م تحت شعار تنمية التضامن الإسلامي من خلال الأمن الغذائي. وفقًا لجدول الأعمال تم طرح أسئلة حول إنشاء قاعدة بيانات للأمن الغذائي في الدول الأعضاء في منظمة التعاون الإسلامي، وإنشاء صندوق حبوب واحتياطي إقليمي لتسهيل التعاون داخل المنظمة. وعقب المنتدى  تم انتخاب ممثل كازاخستان السيد يرلان بايدوليت مديرا عاما للمنظمة الإسلامية للأمن الغذائي. وانتُخبت المملكة العربية السعودية رئيسة للجمعية العامة، وطاجيكستان وغامبيا نائبا للرئيس وكازاخستان مقرراً. وانتخب ممثلو وزارات الزراعة في كازاخستان والمملكة العربية السعودية والإمارات العربية المتحدة وتركيا وبوركينا فاسو وغامبيا وبنغلاديش أعضاء في المجلس التنفيذي. وخلال هذا الحدث وقعت نيجيريا على النظام الأساسي للمنظمة الإسلامية للأمن الغذائي وأصبحت العضو الرابع والثلاثين في المنظمة.
اتخذ ملك المملكة العربية السعودية سلمان بن عبد العزيز آل سعود قرارًا بتخصيص مليوني دولار للمساعدة في التطوير المؤسسي للمنظمة الإسلامية للأمن الغذائي وتم دعم المبادرة المشتركة من قبل المشاركين بين المنظمة الإسلامية للأمن الغذائي ووزارة الزراعة في كازاخستان بشأن إنشاء صندوق الحبوب والاتحاد الإسلامي لصناعة الأغذية التي أعلنها وزير الزراعة في كازاخستان سابارخان عمروف، وحصلت منظمتان دوليتان وهما المركز الدولي للزراعة الملحية (إكبا) واللجنة الدائمة المشتركة بين الدول لمكافحة الجفاف في منطقة الساحل (CILSS) على صفة مراقب في المنظمة الإسلامية للأمن الغذائي.

## الدول الأعضاء
1. الأردن
2. أفغانستان
3. الإمارات العربية المتحدة
4. أوغندا
5. إيران
6. باكستان
7. بنغلاديش
8. بنين
9. بوركينا فاسو
10. طاجيكستان
11. تركيا
12. تشاد
13. تونس
14. جيبوتي
15. السعودية
16. السنغال
17. السودان
18. سورينام
19. سيراليون
20. الصومال
21. العراق
22. الغابون
23. غامبيا
24. غينيا
25. غينيا بيساو
26. فلسطين
27. قطر
28. جزر القمر
29. كازاخستان
30. الكاميرون
31. ساحل العاج
32. الكويت
33. ليبيا
34. مالي
35. مصر
36. المغرب
37. موريتانيا
38. موزمبيق
39. النيجر
40. نيجيريا
41. اليمن
42. تركمانستان